# Herrliche Zeiten (1950)
Herrliche Zeiten ist ein in Gestalt einer historischen Nummernrevue gehaltener und aus historischen Dokumentarfilmaufnahmen zusammengestellter Kompilationsfilm, der ein halbes Jahrhundert deutscher Geschichte (1900 bis 1950) umfasst. Willy Fritsch führt durch die kleine Rahmenhandlung und spricht die verbindenden Texte, die Günter Neumann schrieb. Fritschs Schulze ist der archetypische „kleine Mann aus dem Volke“, „der blind den Versprechen der jeweiligen Machthaber anhängt und immer wieder unverdrossen „herrliche Zeiten“ ersehnt.“ Die Regie der Rahmenhandlung übernahm Erik Ode.

## Handlung
Basierend auf den berühmten Worten Kaiser Wilhelm II. „Herrlichen Zeiten führe ich Euch entgegen!“ leitet ein gutgläubiger und letztlich sehr naiver Musterdeutscher namens August Schulze ab der Silvesternacht 1899/1900 durch 50 Jahre deutsche Geschichte mit all ihren Auf und Abs. In jedem Jahrzehnt zieht Schulze, gekleidet in unterschiedlichste Anzüge und Uniformen, einmal kurz Bilanz und schaut in die Zukunft, als ob genau dieses Jahr die Gegenwart wäre. Mit seinen Einschätzungen und Prognosen liegt er dabei regelmäßig schief, denn „dieser Durchschnittsdeutsche ist einer, der alles genau weiß. Und immer weiß er es besser. Ihm kann man nichts vormachen“. Sein Standardspruch lautet: „Denken Sie an meine Worte!“
Und so stehen die Großen der Weltgeschichte ebenso wie die großen Übeltäter und Narren diese Zeitrevue mit zwei verheerenden Weltkriegen im Mittelpunkt. Die S.M.s (Seine Majestät) und die P.G.s (Parteigenossen); von Erzherzog Franz Ferdinand, Kaiser Franz Joseph, dem Hauptmann von Köpenick, King George V., Zar Nikolaus über Adolf Hitler und Winston Churchill genauso wie Charlie Chaplin, Greta Garbo, Benito Mussolini, Aristide Briand, Friedrich Ebert, Josef Stalin, Buster Keaton und andere. Die Zeitrevue endet mit Ansicht der Ruine des Reichstagsgebäudes, vor der ein resignierter August Schulze endlich die Zeichen der Zeit versteht und seiner Hoffnung auf ein vereintes Europa in den Händen der nächsten Generation Ausdruck verleiht: „Dann wird man in Europa in keinem Land mehr Ausländer sein, wir sind bloß noch Inländer. (...) Nachbarn werden sich besuchen können, ohne über Stacheldraht zu stolpern. Pässe? Na, mit einem Pass werden Sie nichts mehr erreichen! (...) So, meine Herrschaften, sehe ich die Entwicklung!“

## Produktionsnotizen
Herrliche Zeiten wurde 1949 vorbereitet und im Frühjahr 1950 vollendet. Ihm zugrunde lag die mühselige Vorarbeit Neumanns, der den Film hauptsächlich aus dem Filmarchivbestand von Albert Fidelius zusammenstellte und dazu 120.000 Meter Filmmaterial sichtete. Die Premiere fand am 26. Mai 1950 in Berlin statt. Die Herstellungskosten betrugen geschätzt 300.000 DM. Wenige Tage nach der Premiere musste die produzierende Filmfirma Comedia-Film von Alf Teichs und Heinz Rühmann Konkurs anmelden.

## Musik
Für die Filmmusik zeichnet Werner Eisbrenner verantwortlich, es spielt das F.F.B. Orchester Berlin. Ferner sind einige, von Günter Neumann getextete Chansons vertreten, die von Edith Schollwer, Erik Ode, Ewald Wenck und Tatjana Sais interpretiert werden. Schollwer, Wenck und Sais gehörten zusammen mit Neumann dem Berliner Kabarett Die Insulaner an. Die gesungenen Musikstücke Immer vorne weg, Nischt jeht über'n Sonntag in Berlin, Mariechen, lass' mich in deine Küche, Kennen Sie den? und andere sind jedoch nur im Film enthalten und wurden nicht im Handel veröffentlicht.

## Kritiken
Der Film fand, zumindest in Berlin (West) bei Presse und Publikum, großen Zuspruch und war dort ein beträchtlicher Kassenerfolg.
In der Zeit war folgendes zu lesen: „Einen spannenden Film aus dem Material der Archive zu machen – diese Absicht wäre von vornherein gescheitert, wenn Günther Neumann nicht mit der begleitenden Figur des normalen Zeitgenossen Schultze, der, teils ganz unsichtbar, teils aus der Seligkeit des Familienfotoalbums gewichtig heraustretend, die Bilderfolgen konferierend zueinander fügte. Diese Conference, die Willy Fritsch mit schöner Selbstverleugnung spricht und darstellt, macht Neumanns Film zu mehr als einem Album der Reminiszenzen. Es geht heiter, lächerlich, grotesk, aber nicht minder ernst und nachdenklich in diesem Film zu, und die Selbstgespräche, die Neumann seinen Normal-Zeitgenossen halten läßt, sind im ganzen eine traurige Bilanz über die Abwesenheit der Vernunft, die in diesem halben Jahrhundert das bestimmende Faktum gewesen ist.“

„Dokumentarisches Filmmaterial aus der Welt- und Filmgeschichte von 1900 bis 1950 wird mit einer kleinen Spielhandlung zu einer tragikomischen, kabarettistisch kommentierten Zeitsatire ohne allzuviel Biß zusammengefaßt. (…) In der allzu knappen, auch beliebigen Zusammenstellung des historischen Materials bietet der Film einen gewissen Unterhaltungs-, aber einen nur begrenzten Informationswert.“

## Auszeichnungen
- Prädikat Kulturell wertvoll der Freien und Hansestadt Hamburg
- Silberner Lorbeer (1950) der 1949 von David O. Selznick gestifteten Silber- und Goldlorbeer-Preise „für den besten, der Völkerverständigung dienenden Film in deutscher Sprache“[8]